# Depresja (geomorfologia)

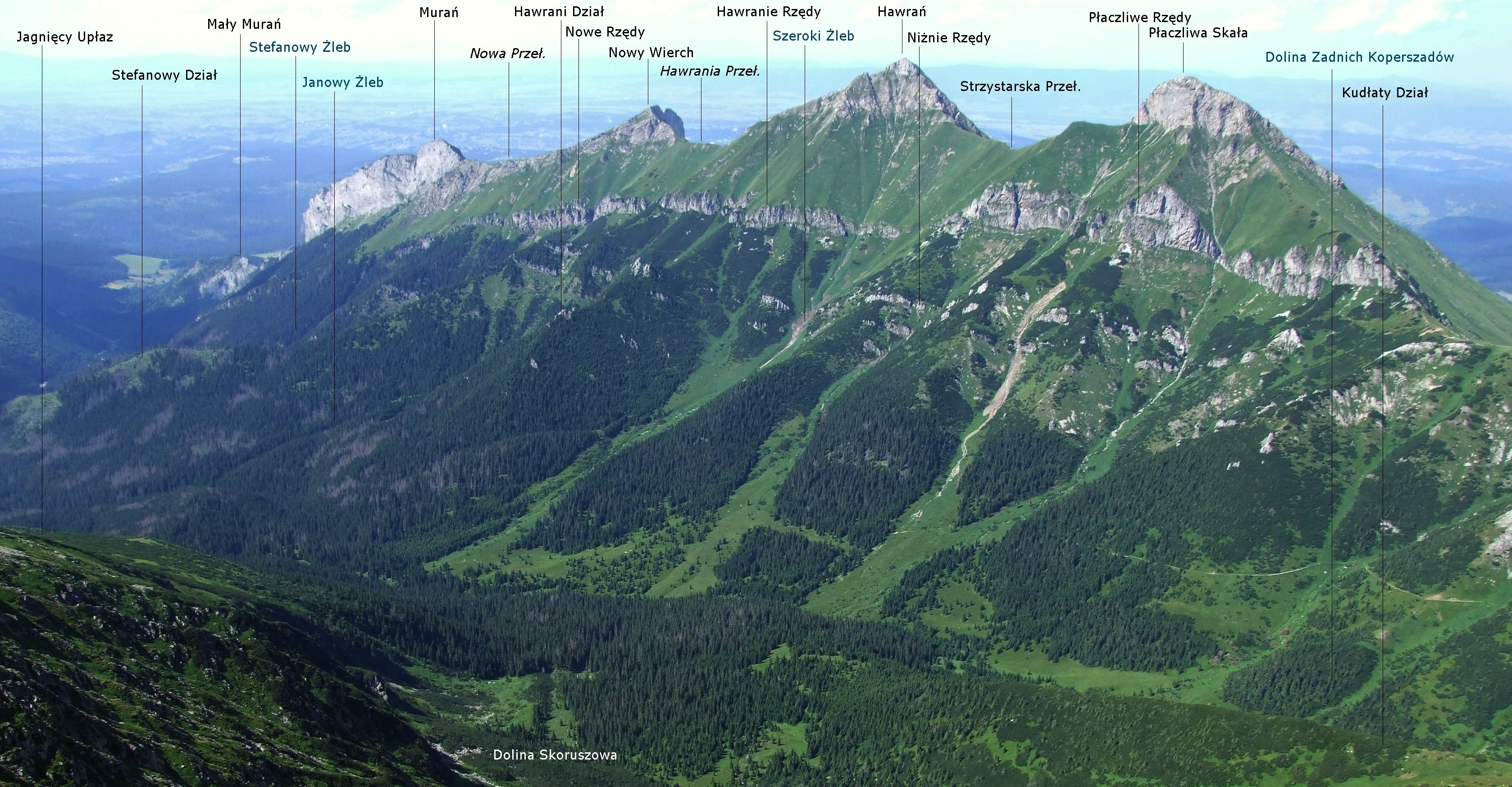
Depresje i grzędy na południowych stokach Tatr Bielskich

Depresja – w topografii jest to wklęsła forma ukształtowania terenu. Jest podobna do żlebu, ale jest płytka i szersza. Często występuje między dwoma grzędami. Depresja stanowi pośrednią formę między żlebem a doliną. Przejście między tymi formami ukształtowania terenu jest płynne i czasami jest tylko sprawą umowną, czy jest to dolina, żleb czy depresja.